# Manuel Aguirre de Tejada
Manuel Aguirre de Tejada O'Neal y Eulate (Ferrol, 28 de diciembre de 1827-Madrid, 9 de abril de 1911) fue un abogado y político español, ministro de Ultramar durante el reinado de Alfonso XII, y ministro de Gracia y Justicia durante la regencia de María Cristina de Habsburgo.

## Biografía

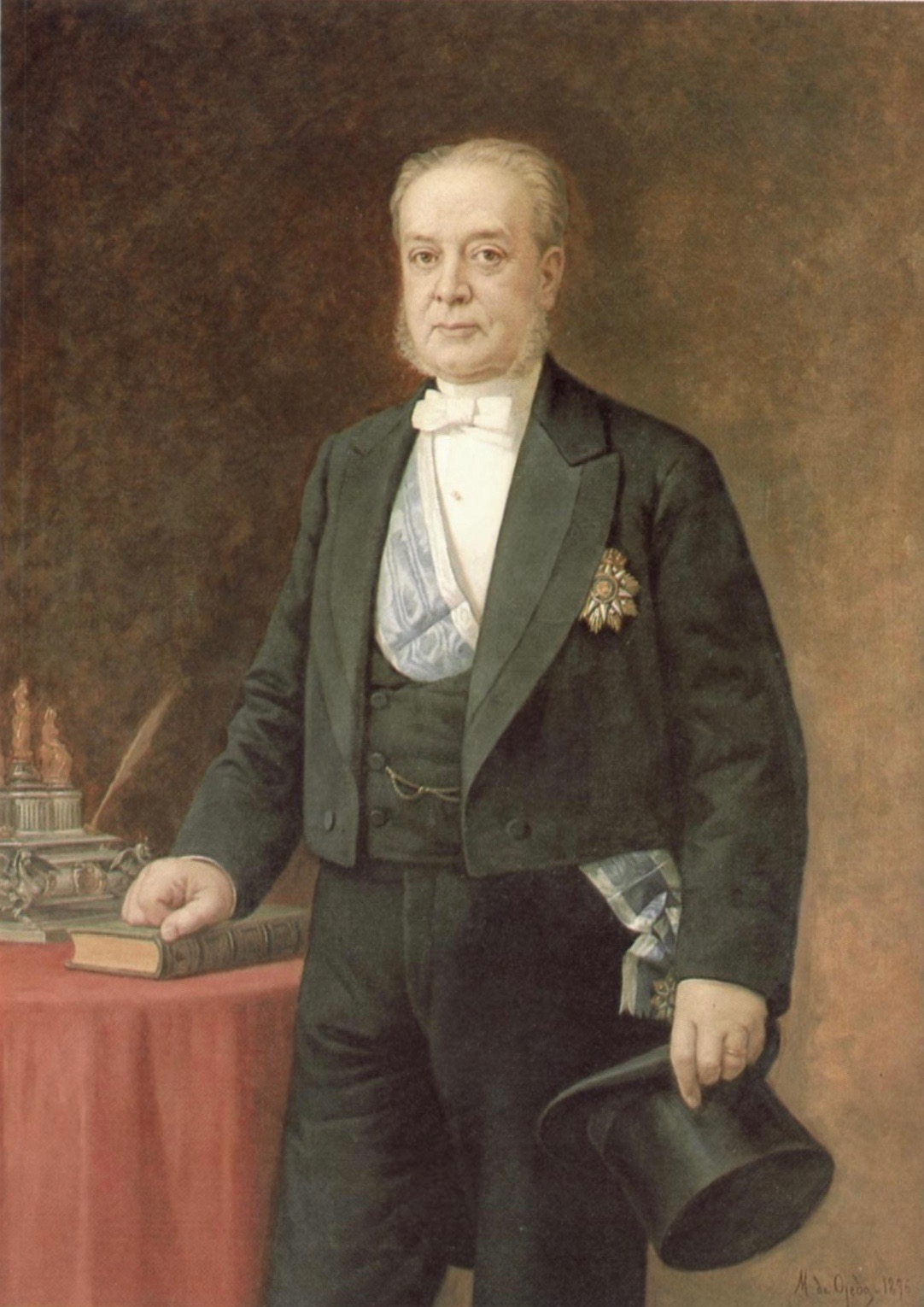
Retrato de Manuel Ojeda, Colección del Banco de España.

Licenciado en Derecho por la Universidad Central de Madrid, viajó a Cuba en 1854 donde permaneció hasta que, en las elecciones de 1857, fue elegido diputado por La Coruña representando a la Unión Liberal. Este mismo escaño volvería a conseguirlo en las elecciones de 1858, 1863 y 1865. Su carrera como parlamentario se completa cuando en 1876 fue elegido senador por La Coruña, pasando al año siguiente a ser nombrado senador vitalicio y senador por derecho Propio en 1903.
Tras la Revolución de 1868 pasó a militar en el Partido Conservador, fue uno de los miembros de la comisión que redactó el proyecto de Constitución de 1876. 
Fue ministro de UItramar entre el 18 de enero de 1884 y el 27 de noviembre de 1885, y ministro de Gracia y Justicia entre el 14 de diciembre de 1895 y el 4 de octubre de 1897 en sendos gobiernos Cánovas. Estando al frente del Ministerio de Gracia y Justicia, vivió el asesinato de Cánovas; bajo la presidencia de Azcárraga fue el encargado de sustanciar el proceso judicial derivado del magnicidio.
Nombrado conde de Tejada y de Valdeosera en 1875 (era descendiente de Sancho Fernández de Tejada), fue asimismo presidente del Tribunal de lo Contencioso Administrativo (1890), gobernador del Banco de España (1895) y embajador extraordinario y plenipotenciario ante la Santa Sede.
| Predecesor: Estanislao Suárez Inclán | Ministro de Ultramar 1884-1885          | Sucesor: Germán Gamazo     |
| Predecesor: Francisco Romero         | Ministro de Gracia y Justicia 1895-1897 | Sucesor: Alejandro Goizard |